# Ligne de Vélès à Kremenitsa
La ligne de Vélès à Kotchani est une voie ferrée de la Macédoine du Nord. Elle est gérée par Makedonski Železnici - Infrastruktura et exploitée par Makedonski Železnici. Elle dessert le sud du pays, notamment les villes de Prilep et Bitola. Elle fait partie du corridor 10d, une alternative au corridor 10 qui correspond à la ligne de Tabanovtsé à Guevgueliya, et elle se prolonge en Grèce jusqu'à Thessalonique.

## Géographie
La ligne commence à Vélès, au centre du pays et au bord du fleuve Vardar. Elle se dirige ensuite vers l'ouest du pays, à travers l'étroite vallée de la Babouna, puis au sud dans la plaine de Pélagonie. Une voie secondaire se détache à Bakarno Goumno et s'engage à l'ouest jusqu'à Sopotnitsa.

## Histoire
Cette ligne fut construite en deux fois, puisque la portion Bitola-Kremenitsa-Thessalonique fut achevée dès 1894, tandis que la section Bitola-Vélès fut construite de 1931 à 1936. La voie Bakarno Goumno-Sopotnitsa est fermée aux voyageurs, tout comme la portion Bitola-Kremenitsa. Cette dernière, à l'abandon, doit toutefois être reconstruite et remise en service dans un avenir proche.

## Liste des gares
Voir le schéma de la ligne dans le tableau à droite (à dérouler).